# 199 Eskadra IAF
199 Eskadra – eskadra rakietowa Sił Powietrznych Izraela, bazująca w Sedot Micha w Izraelu.
Prawdopodobnie jednostka dysponuje głowicami jądrowymi, które mogą być wykorzystane w rakietach balistycznych Jerycho-1, Jerycho-2 i Jerycho-3.